# Terror (banda)

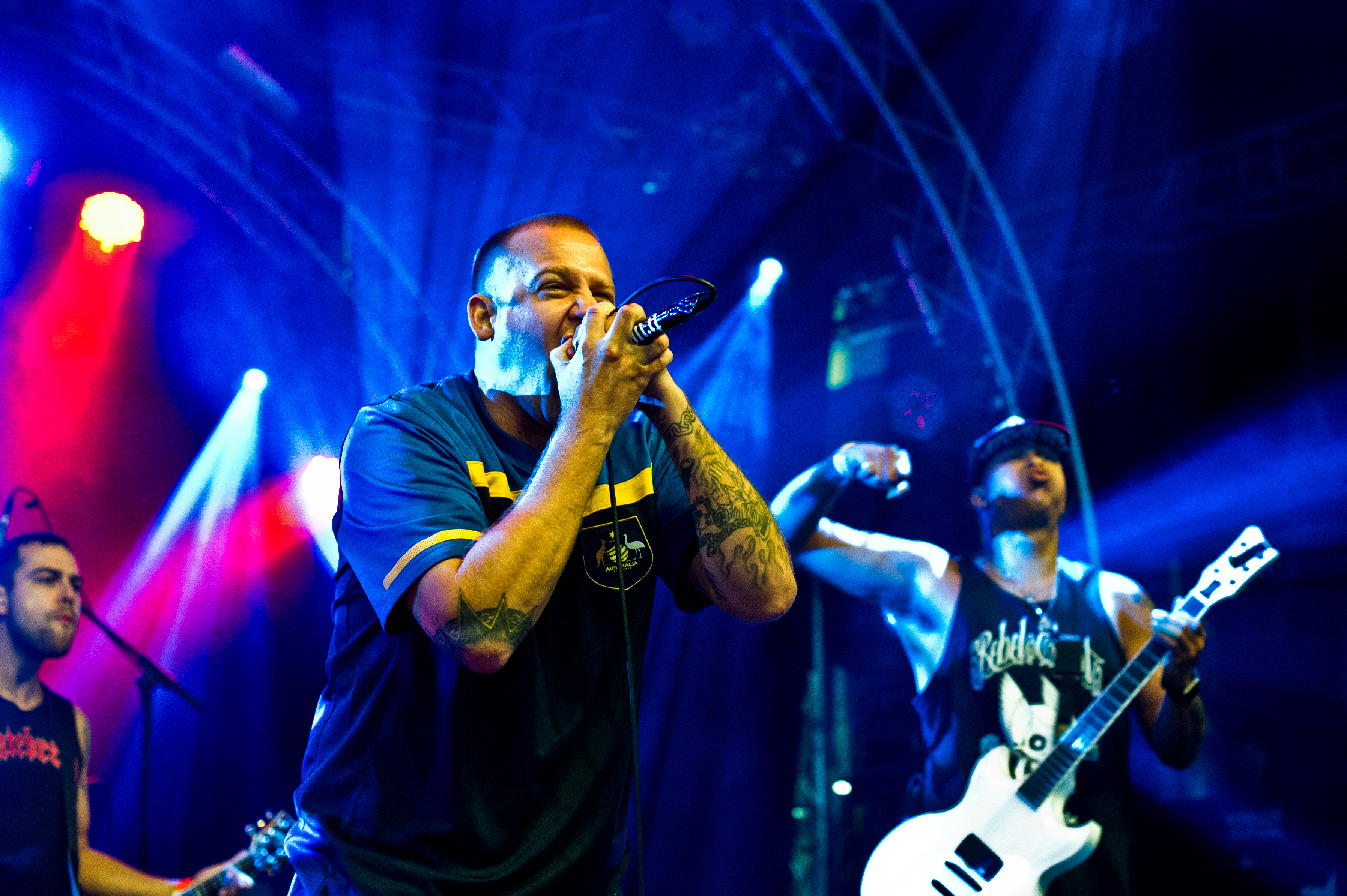
Terror 2011

Terror es un grupo de beatdown hardcore de Los Ángeles, California.

## Biografía
Su segundo álbum One With the Underdogs, vendió más de 40.000 copias. También han estado en giras por Europa (incluida Rusia), Australia, Nueva Zelandia, Corea, Japón, México y América del Sur. Su tercer álbum Always The Hard Way, alcanzó el puesto #10 en el ranking de Billboard y el #19 en los mejores discos independientes de la misma.

Antes de Terror, su vocalista Scott Vogel, ya era popular entre la escena underground, cantando a mediados de los años 90 en bandas como Slugest, Despair y Buried Alive. El baterista Nick Jett y exguitarrista Todd Jons, eran miembros de la conocida banda de hardcore Carry On (que fueron lanzados por Bridge Nine and Youngblood Record). El exbajista de Terror, Carl Schwart, grabó la mayor parte de Always The Hard Way, y después renunció para liderar su actual banda, First Blood.

Vogel ha sido una figura clave en la supervivencia de la escena, después de haber renunciado a una vida normal en el hogar para aporrearse en el camino, a pesar de fracturas en las extremidades, hernias discales y todo lo que ello conlleva un show de Terror.

Han compartido escenario con una variada lista de bandas, que van desde As I Lay Dying hasta Agnostic Front.

## Miembros
Actuales
- Scott Vogel – voces (2002–presente)
- Nick Jett – batería (2002–presente)
- Martin Stewart – guitarras (2006–presente)
- Jordan Posner – guitarras (2009–presente)
- Chris Linkovich – bajo (2017–presente)

Anteriores
- Matt Smith – bajo (2002)
- Eric Pressman – guitarras (2002)
- Todd Jones – guitarras (2002–2004)
- Doug Weber – guitarras (2002–2009)
- Richard Thurston – bajo (2002–2003)
- Carl Schwartz – bajo (2003–2005)
- Frank Novinec – guitarras (2004–2006)
- Jonathan Buske – bajo (2005–2008)
- David Wood – bajo (2009–2017)

## Discografía

### Álbumes de estudio
| Año  | Álbum                  | Sello         |
| ---- | ---------------------- | ------------- |
| 2004 | One with the Underdogs | Trustkill     |
| 2006 | Always the Hard Way    | Trustkill     |
| 2008 | The Damned, the Shamed | Century Media |
| 2010 | Keepers of the Faith   | Century Media |
| 2013 | Live by the Code       | Victory       |
| 2015 | The 25th Hour          | Victory       |
| 2018 | Total Retaliation      | Pure Noise    |

### Álbumes en vivo
| Año  | Álbum                                                        | Sello      |
| ---- | ------------------------------------------------------------ | ---------- |
| 2003 | Life & Death                                                 | Bridge 9   |
| 2006 | The Living Proof                                             | Trustkill  |
| 2008 | CBGB OMFUG Masters: Live June 10, 2004 The Bowery Collection | STREE KING |
| 2010 | No Regrets, No Shame                                         | Bridge 9   |
| 2014 | Live in Seattle                                              | Reaper     |

### Compilaciones
| Año  | Álbum                     | Sello     |
| ---- | ------------------------- | --------- |
| 2008 | Forever Crossing The Line | Trustkill |

### Demos
| Año  | Álbum                | Sello                 |
| ---- | -------------------- | --------------------- |
| 2002 | 4 Song Demo          | D.I.Y.                |
| 2002 | Don't Need Your Help | Take Over / Old Guard |

### Extended plays
| Año  | Álbum                             | Sello      |
| ---- | --------------------------------- | ---------- |
| 2003 | Lowest of the Low                 | Bridge 9   |
| 2007 | Rhythm Amongst the Chaos          | Reaper     |
| 2010 | "Keepers of the Faith" 7" single  | Reaper     |
| 2012 | Hard Lessons/Only the Devil Knows | Reaper     |
| 2017 | The Walls Will Fall               | Pure Noise |

#### Split EPs
| Año  | Álbum                                            | Sello           |
| ---- | ------------------------------------------------ | --------------- |
| 2003 | Three Way Split con The Promise y Plan of Attack | Organized Crime |
| 2004 | Dead Man's Hand Vol. 2 con Ringworm              | Deathwish Inc.  |

## Videografía
- "Push It Away" (2003)
- "Keep Your Mouth Shut" (2004)
- "Overcome" (2005)
- "Always the Hard Way" (2006)
- "Lost" (2006)
- "Betrayer" (2008)
- "Never Alone" (2008)
- "Rise of the Poisoned Youth" (2009)
- "Stick Tight" (2010)
- "Keepers of the Faith" (2011)
- "Return to Strength" (2011)
- "You're Caught" (2011)
- "The New Blood" (2012)
- "Live by the Code" (2013)
- "I'm Only Stronger" (2013)
- "The Most High" (2013)
- "Hard Lessons" (2014)
- "Shot Of Reality" (2014)
- "Cold Truth" (2014)
- "Mind at War" (2015)
- "Bad Signs" (2015)
- "Sick and Tired" (2015)
- "Kill 'Em Off" (2017)